# Reformierte Kirche Flond

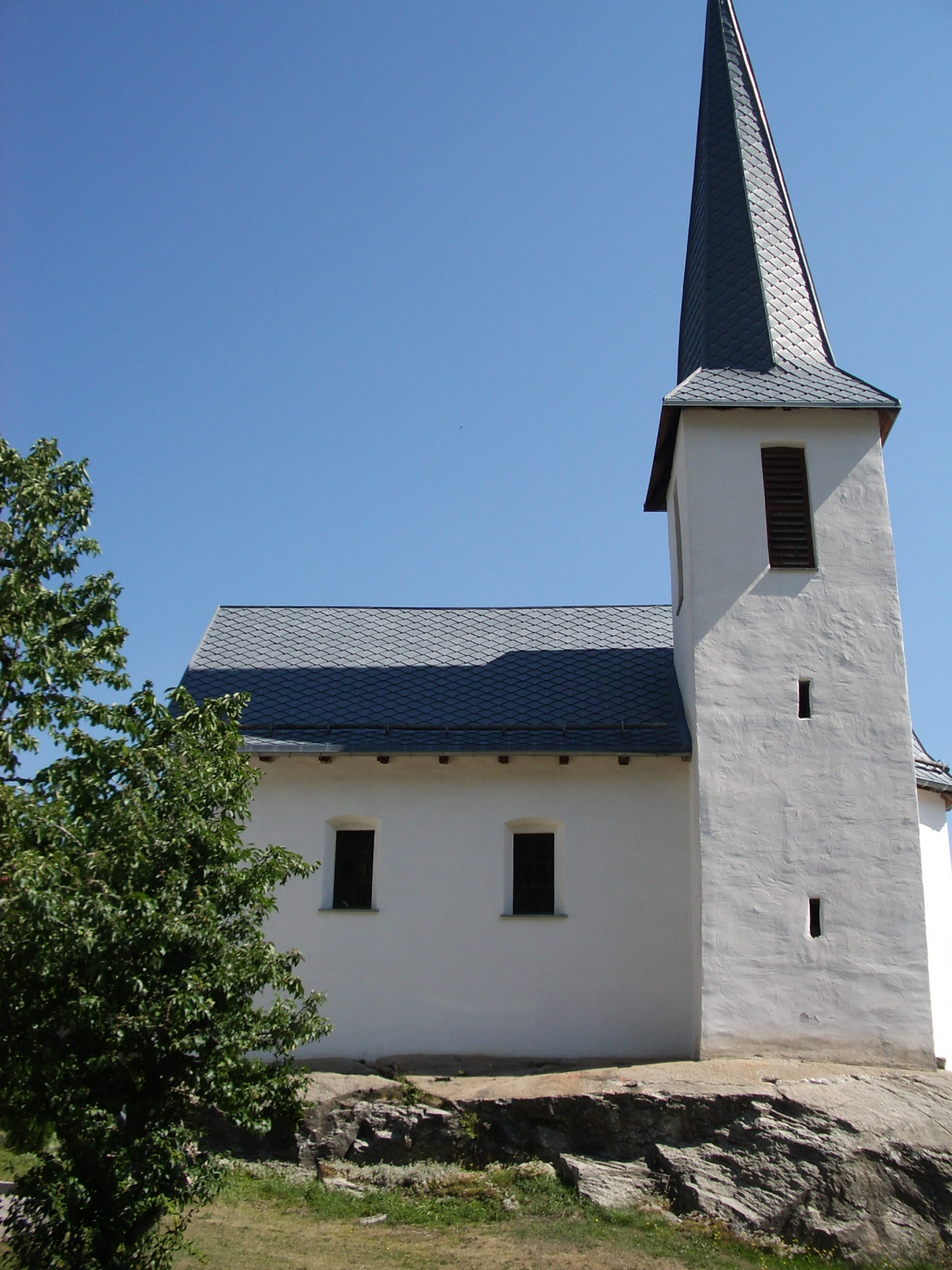
Die Kirche Flond auf einem Felsen

Die reformierte Kirche in Flond in der Surselva ist ein evangelisch-reformiertes Gotteshaus unter dem Denkmalschutz des Kantons Graubünden.

## Geschichte und Ausstattung
Flond gehörte bis zur Reformation, die 1526 angenommen wurde, kirchlich zu Ilanz. 1713 erhielt Flond eine eigene Kirche, und 1731 erfolgte die Ablösung von Ilanz und die Gründung einer selbständigen Kirchgemeinde. Nach Jakob Rudolf Truog erhielt Flond 1714 von der Synode die Erlaubnis zu eigenem öffentlichem Gottesdienst. 1726 existiert durch einen Fonds eigene Pfarrerbesoldung.
Die Kirche ist markant auf einem Felsen erbaut und prägt das Dorfbild durch den Kirchturm mit Spitzhelm.
Das Kirchenschiff im Inneren ist von einem Tonnengewölbe überzogen. Der Chor ist gegenüber dem Predigtraum deutlich verengt. In seiner Mitte steht ein Taufstein, der auch als Abendmahlstisch benutzt wird. Auf dem Rundbogen vor dem Chor ist in einem grossen Panorama, das vom Kunstmaler Leonhard Meisser (1902–1977) aus Chur gestaltet wurde, die Kindersegnung durch Jesus (Markusevangelium 10,13-16) dargestellt.

## Kirchliche Organisation
Flond ist eine eigenständige Kirchgemeinde innerhalb der Evangelisch-reformierten Landeskirche Graubünden. Flond hat seit 1914 eine Pastorationsgemeinschaft mit Luven und seit 2014 auch mit Pitasch und Duvin. Die in Luven wohnhafte Pfarrperson betreut zugleich die weitverstreute Diaspora in Obersaxen.

## Galerie

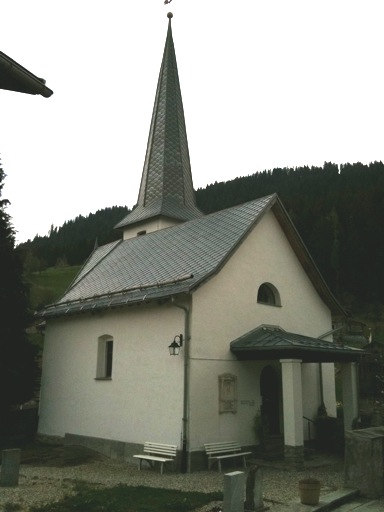
Aussenansicht vom Friedhof her
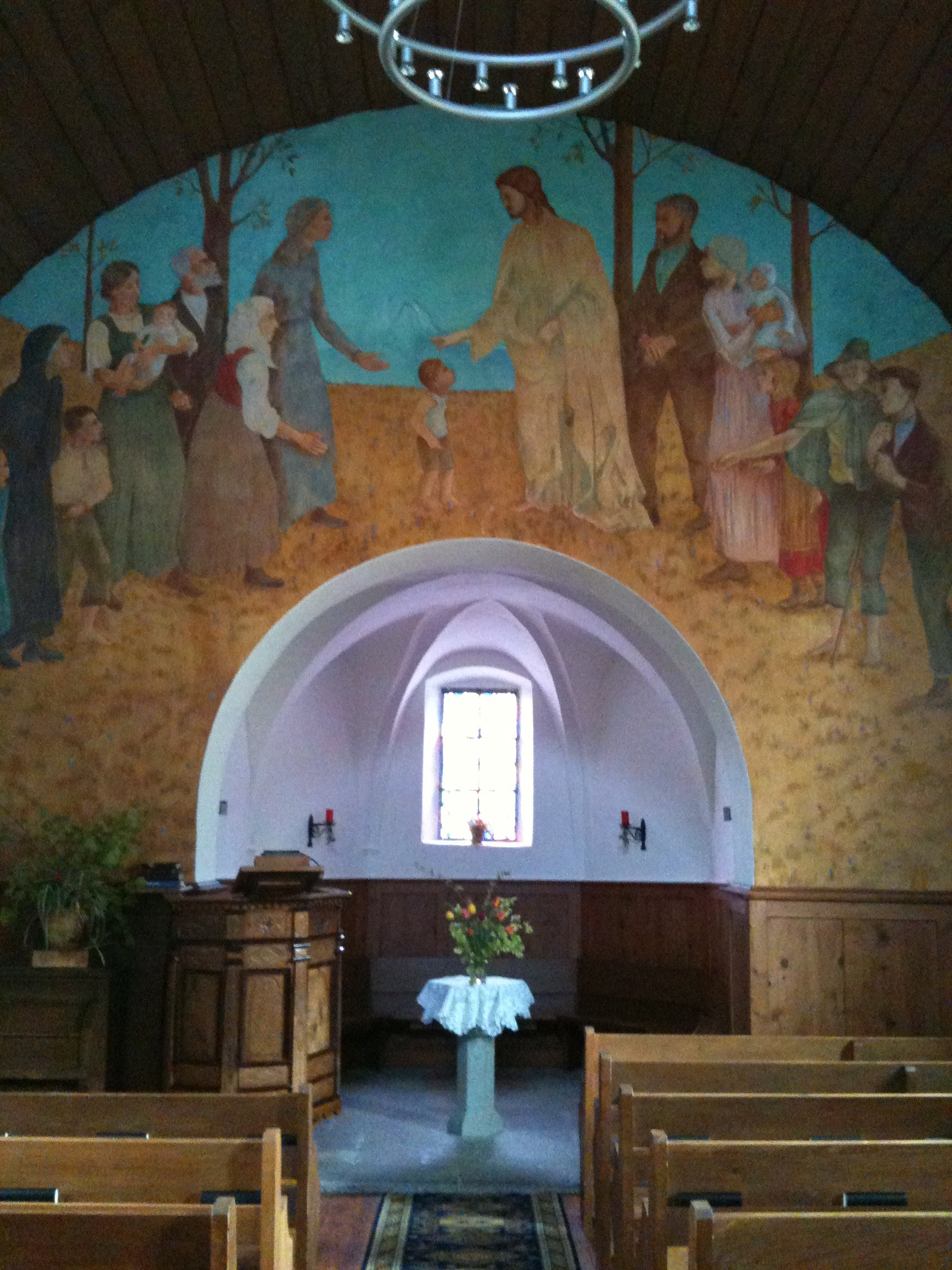
Das Kircheninnere
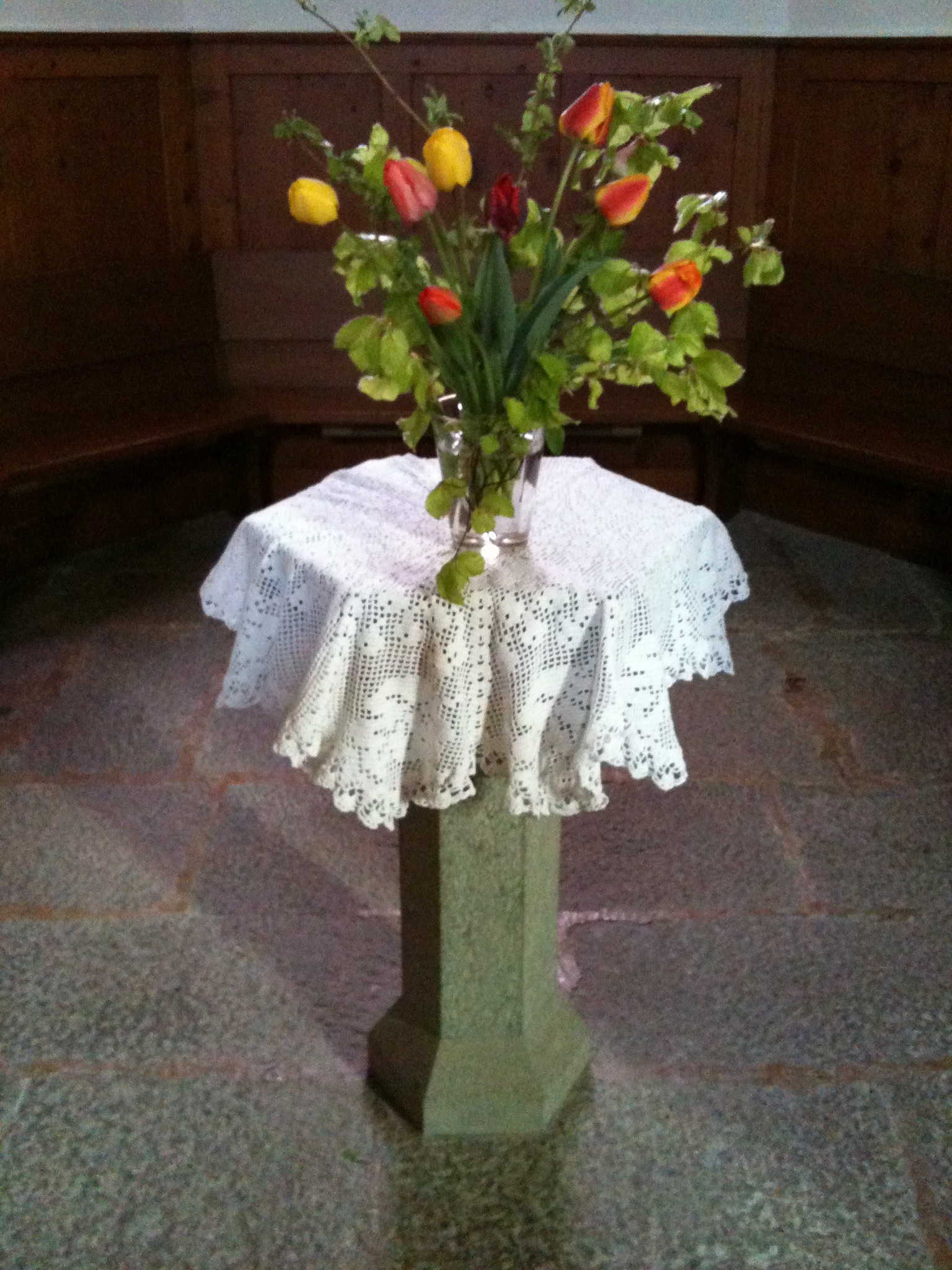
Taufstein